# Polycyrtus gauldi
Polycyrtus gauldi là một loài tò vò trong họ Ichneumonidae.